# 一份不適合女人的工作
《一份不適合女人的工作》（英語：An Unsuitable Job for a Woman）是由P·D·詹姆斯撰寫的偵探小說。英國版於1972年由費伯出版社出版，美國版則由斯克里布納之子公司出版。

## 劇情
22歲的私家偵探科迪莉亞·格雷走進和前警探伯尼·普萊德共用的倫敦辦公室，卻發現伯尼自殺了。伯尼把一切都留給了科迪莉亞（包括一把未註冊的手槍）。她感激不已，決定繼續經營這家快要倒閉的徵信社。從葬禮回到辦公室後，科迪莉亞·格雷的一名客戶光顧。這位客戶是伊麗莎白·利明，著名科學家羅納德·卡倫德爵士的助手，他的兒子馬克最近自缢身亡。
科迪莉亞前往劍橋。在那裡，馬克從大學退了學，到母親的爺爺那裡當園丁，而且有一筆鉅額遺產可以繼承。科迪莉亞懷疑馬克之死有蹊蹺，於是她見了馬克的學生朋友。他們不太想跟她說話，試圖說服她馬克確實是自殺。
科迪莉亞決定搬進馬克住過的破舊小屋。她整理馬克的物品，進一步了解他的生活，越來越確定馬克不可能自殺。馬克的同學一再試著說服她結束調查，但科迪莉亞決心要偵破她的首個單人犯案案件。一天晚上，科迪莉亞返回小屋時，發現曾經掛著馬克屍體的鉤子上掛著一幅肖像，這讓她確信有人想嚇退她。
科迪莉亞發現一位名叫南妮·皮爾比姆的老保姆，她曾是馬克母親的保姆，參加了馬克的火化儀式，於是科迪莉亞去詢問她。這位老婦告訴科迪莉亞，她曾經去馬克就讀的大學探望他，並給了他一本母親希望他在21歲時擁有的《公禱書》。科迪莉亞在小屋中找到了這本書，並發現卡倫德夫人不可能是馬克的母親。
隔夜，科迪莉亞在小屋遭到襲擊，被丟進井裡蓋上井蓋。科迪莉亞靠著自己的機智和幸運逃過一劫，並且拿著伯尼的槍，埋伏想要殺她的人。原來，襲擊者是羅納德爵士的實驗室助手倫恩，他在調查期間一直跟蹤她。然而，倫恩逃跑了，途中撞上卡車身亡。了解案件的真相後，科迪莉亞前往羅納德爵士的家，而利明小姐奪走了她的槍，帶她去見羅納德。科迪莉亞指控他謀殺了自己的兒子，他大膽承認，確信沒有證據能證明他有罪。然而，利明小姐聽到了他的話，走進辦公室，用科迪莉亞的槍射殺了他。
利明小姐向科迪莉亞坦白，她是馬克真正的母親，想告訴馬克真相，卻被羅納德爵士阻止。卡倫德夫人其實不能生育，在馬克出生後不久去世。羅納德爵士在馬克接近真相時謀殺了他，以免失去妻子的財產。科迪莉亞同情利明小姐，兩人一起偽造犯罪現場，讓他看起來像另一起自殺案，而法醫也接受了這種解釋。然而，案件被轉交給首席警督亞當·達格利什，他曾是伯尼·普萊德的上司，後來他解雇了伯尼。達格利什和科迪莉亞會面途中，利明車禍喪生的消息傳來，這讓科迪莉亞能繼續維持他們共同編造的故事。達格利什向科迪莉亞承認，他觀察了她的能力，因此他覺得自己也許低估了普萊德。他確信已經找到了真相，卻在與上級的私下會面中表示，考量警方面臨的社會和國際壓力，破壞官方的故事沒什麼意義。
科迪莉亞無奈地回到辦公室，發現下一位客戶正在等待，那位客戶是一名懷疑「女性友人」可能對他不忠的男子。

## 評論
《紐約時報》評價這本書為「頂尖的危險謎題，讓你全情投入」。書中的人物「不落俗套」雖然「到最後，事情有點太簡單了。」然而，雅克·巴爾贊在他的《犯罪目錄》的後續補充中評價它「勉強合格」。
《一份不適合女人的工作》討論了女性被低估、排斥的情況，書中的女偵探科迪莉亞發揮了聰明才智、理性處事，反而是男性角色容易情緒失控。因此，這本小說可以說是顛覆了偵探小說作為男性故事的父權敘事策略。一些作家在女性主義發展初期介紹新類型的女性偵探時，指出這本小說「重視角色和主題，至少與犯罪同等重要」，是一部開創性作品。另一位評論家將本作描述為「重塑女性偵探形象的政治貢獻」，特別指出主角幫助被父親殺害的年輕人，並與年輕人的母親合謀殺害其父親作為復仇，展現出女性的團結。

## 改編
本書曾改編兩次。第一部改編作品為克里斯·佩帝特執導的《一份不適合女人的工作》，於1982年在英國影院上映，皮帕·加德飾演主角科迪莉亞。該片由金冠電影公司、國家電影金融公司和唐·博伊德資助和製作。
1997年，本書改編為電視連續劇《一份不適合女人的工作》，海倫·巴森戴爾飾演科迪莉亞，安妮特·克羅斯比飾演伊迪絲·斯帕肖特。

## 外部連結
《一份不適合女人的工作》電子書（英文）